# Yuhanon Mar Meletius
Yuhanon Mar Meletius (Melecjusz) – duchowny Malankarskiego Kościoła Ortodoksyjnego, od 1990 biskup Triśur. Sakrę otrzymał 23 grudnia 1990 roku. Początkowo należał do Syryjskiego Kościoła Ortodoksyjnego, w 1998 przeszedł w jurysdykcję Kościoła malankarskiego i został mianowany biskupem Triśur.